# リネン

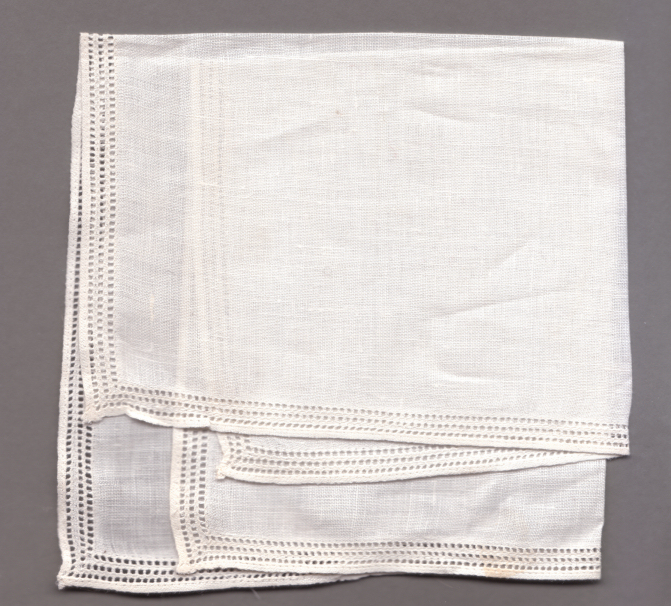
リネンのハンカチ

リネン（英: linen、仏: lin（ラン））または亜麻布（）とは、亜麻の繊維を原料とした織物の総称。
広義で麻繊維に含まれ、麻特有のカラッとした風合いがある。
中近東では肌着として使われてきており、エジプトのミイラを巻くのにも使われた。
またこれから転じて、ホテルや病院などにおいて、シーツ、枕カバー、タオル、テーブルクロスなどの布製品を総称してリネンという。しかし現代では、必ずしもシーツ類にリネン製品が使われるわけではない。これらの布製品を洗濯したあと保管するための部屋はリネン室という。

## 特徴
一般には薄地のさらりとした丈夫で吸湿性がある織物をさし、光沢がある。素地の色は白か淡い黄色、「麦わら色」「象牙色」などと形容される。夏物の衣服のほか、敷布・テーブルクロス・ハンカチ・レース地など広い用途を持つ。厚地のものは帆布・カンバスなどにする。

## 麻の名称
日本ではリネン製品のことを麻（製品）と呼ぶ場合が多い。日本で古くは「麻」とは、大麻（ヘンプ：hemp）や苧麻（からむし：rami, ramie ラミー）であったが、後に海外より伝わった似たような質感の亜麻などを含めた植物繊維全般を指して「麻」の名称を使うようになった。
現在の日本で流通している麻製品のほとんどは亜麻から作ったリネンであり、家庭用品品質表示法の「麻」と呼べる繊維にヘンプは含まれていない。

## 歴史

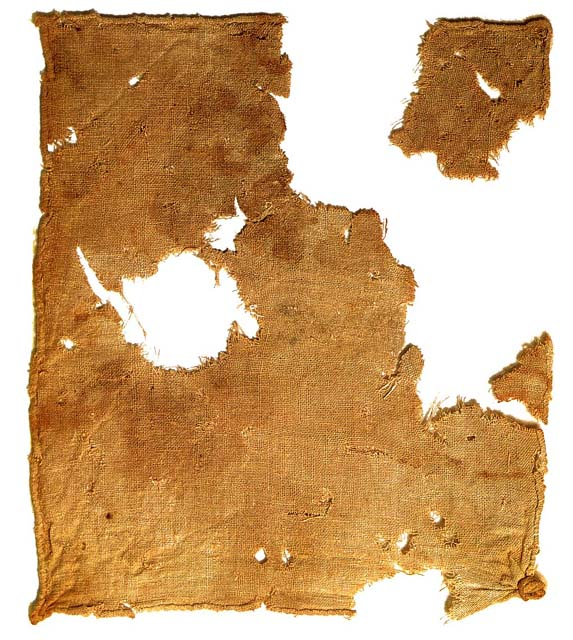
死海付近で発見されたリネンの布地

紀元前8000年頃のティグリス川・ユーフラテス川に亜麻が生えていたことが確認でき、紀元前3500年頃の古代エジプトの交易品に、すでに「リネン」が金・銀、穀物、パピルス、ロープ、陶器、彩色瓦、牛皮などに混じって登場する。
炭素年代測定によっておよそ5100年-5500年前の、2016年時点で最古の織物とされるエジプト初期王朝時代のリネン製のドレスが同定されており、Vネックの首元で、プリーツも施されておりその技術の高さがうかがい知れる。
古代の中近東では肌着としてよく使われ、エジプトではミイラを巻くためにも使われた。イエス・キリストの遺体を覆った「聖骸布」もリネンであることが聖書の記述でうかがえる。現代のヒンドゥー教徒も亜麻で遺骸を包み、聖なるガンジス川へ流す。
古代ギリシアや古代ローマでは純白のリネンが珍重された。博物学者大プリニウスの記述はこうである。
「エジプトの亜麻は少しも丈夫ではないが高値で売れる。この国には4類ある。タニティクム、ペルシアクム、ブディクム、そしてテンチュリティクムで、それができる地区によって名づけられている。エジプトのアラビア方角にある上部では、人々が綿と呼んでいるが、もっとしばしば"羊毛"を意味するギリシア語で呼ばれている一種の灌木がつくられている。そのことからそれでつくったリネンにクシュリナという名が与えられる。これは小さな灌木で、それに芒（のぎ）のある堅果のような実が垂れ下がる。その実の内部は絹状の繊維で、その綿毛を糸に紡ぐ。この糸くらい滑らかな織物ができるものはない。それで作られた衣服はエジプトの僧侶の間にすこぶる人気がある。」
18世紀では特に生産量が大きく、イギリスでは小麦や鉄のようにありふれた素材だったようで、カール・マルクスの『資本論』で交換価値を説明する最初の箇所から「20エレのリネン=1着の上着」という例が出され、J・S・ミルの『経済学原理』でも比較生産費と交易条件を扱う例として、ドイツのラシャとともにイギリスのリネンが出てくる。日本のマルクス経済学者・宇野弘蔵著『経済原論』でも交換商品としてリネンを例とする伝統が残っている。
日本では明治時代以降に北海道で繊維用に広く栽培されたが、1960年代には衰退していった。